# Râul Mânzatul Mare
Râul Mânzatul Mare este un curs de apă, afluent al râului Neamț (Ozana). 